# Sar-e Pol (prowincja)
Sar-e Pol – prowincja w północnym Afganistanie. Jej stolicą jest Sar-e Pol. Powierzchnia wynosi 16.360 km², a populacja w 2021 roku wynosiła ponad 632 tys. osób. 
Prowincja Sar-e Pol dzieli się na 6 powiatów:
- Balkab
- Kochistanat
- Sangczarak
- Sar-e Pol
- Sajad
- Sozma Kala